# Santiago Benítez
Santiago Benítez (1903 – 1997) è stato un calciatore paraguaiano, di ruolo centrocampista.

## Biografia
Partecipò con il Paraguay al Mondiale di calcio del 1930, in cui giocò una partita. Vinse tre titoli nazionali consecutivi con l'Olimpia nel 1927, 1928 e 1929.